# تریگوه هاولمو
تریگوه هاولمو (به انگلیسی: Trygve Haavelmo)
(۱۳ دسامبر ۱۹۱۱ – ۲۸ ژوئیه ۱۹۹۹) اقتصاددان نروژی بود که بر روی اقتصادسنجی کار می‌کرد و در سال ۱۹۸۹ موفق به دریافت جایزه نوبل در اقتصاد شد.

## زندگی‌نامه
پس از فارغ‌التحصیلی از دبیرستان، هاولمو در سال ۱۹۳۰ مدرک اقتصاد خود را از دانشگاه اسلو دریافت کرد و به توصیۀ رگنار فریش به انستیتوی اقتصاد پیوست. در موسسه هاولمو مدتی دستیار فریش بود تا اینکه به عنوان سرپرست بخش محاسبات منصوب شد. در سال ۱۹۳۶ در کالج دانشگاهی لندن به مطالعۀ آمار پرداخت در حالی که طی همان دوران برای مطالعۀ بیشتر به برلین، ژنو و آکسفورد سفر می‌کرد. به مدت یک سال در دانشگاه آرهوس در سال ۱۹۳۸ به تدریس مشغول شد و پس از دریافت پیشنهاد یک بورس تحصیلی راهی آمریکا شد. طی دوران جنگ جهانی دوم در دپارتمان آمار نرتراشیپ در نیویورک کار می‌کرد. در سال ۱۹۴۶ موفق شد مدرک دکترای خود را پس از کار و مطالعۀ بر روی روش احتمالی بر اقتصادسنجی دریافت کند.
هاولمو در سال ۱۹۸۹ موفق شد به پاس «روشنگری‌های او دربارهٔ پایه‌های اقتصادسنجی در نظریهٔ احتمالات و تحلیل‌های او در مورد ساختارهای اقتصادی همزمان» برندۀ جایزۀ نوبل شود.